# Lothar Collatz
Lothar Collatz (Arnsberg, Westphalia, 6 de julio de 1910-Varna, Bulgaria, 26 de septiembre de 1990) fue un matemático alemán.
En 1937 propuso la conjetura de Collatz, que permanece sin ser resuelta. La fórmula Collatz-Wielandt para matrices positivas en el teorema de Perron-Frobenius es nombrada en su honor.
El artículo de 1957, escrito en conjunto con Ulrich Snogwitz, quien falleciera en el Bombardeo de Darmstadt durante la Segunda Guerra Mundial, creó el campo de la Teoría espectral de grafos. 

## Biografía
Collatz estudió en diferentes universidades alemanas incluyendo la Universidad de Berlín bajo la tutela de Alfred Klose, y realizó el doctorado en 1935 con una tesis titulada Das Differenzenverfahren mit höherer Approximation für lineare Differentialgleichungen (El método de diferencias finitas para una mayor aproximación para ecuaciones diferenciales lineales). 
Luego, trabajó en la misma universidad como ayudante, antes de, en 1935, trasladarse a la Universidad Técnica de Karlsruhe, en donde comenzó a trabajar como profesor en 1937. Desde 1938 hasta 1943 trabajó como Profesor asociado en Karlsruhe. Durante la guerra, trabajó junto a Alwin Walther en el instituto de Matemática Práctica en la Universidad Técnica de Darmstadt.
Desde 1952 hasta su retiro en 1978, Collatz trabajó en la Universidad de Hamburgo, allí fundó el Instituto de Matemática Aplicada en 1953. Luego de su jubilación como profesor emérito, participó activamente en congresos.
Por su gran trabajo le fueron otorgados muchos galardones durante su vida, entre los cuales están:
- Elegido miembro de la Academia alemana de las ciencias naturales Leopoldina, la Academia de Ciencias del Instituto de Boloña y la Academia de Modena en Italia.
- Miembro honorario de la Sociedad Matemática de Hamburgo.
- Grados honoríficos, otorgados por la Universidad de São Paulo, la Universidad Técnica de Viena, la Universidad de Dundee (Escocia, la Universidad Brunel (Inglaterra), la Universidad de Hannover y la Universidad Politécnica de Dresde.

Lothar Collatz murió inesperadamente, de un ataque al corazón en Varna (Bulgaria), el 26 de septiembre de 1990, mientras asistía a un congreso.